# تكوين (فنون بصرية)

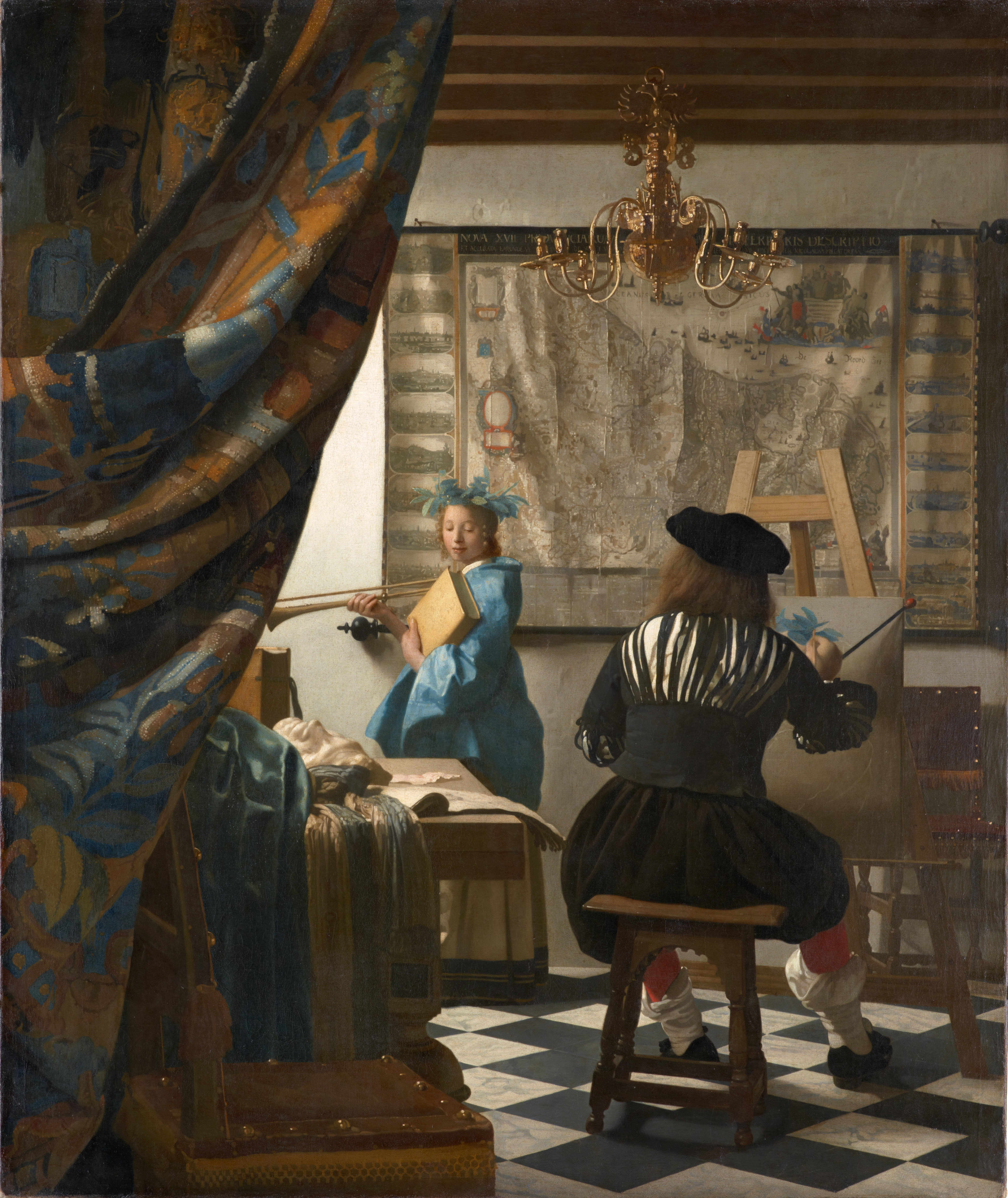
لوحة فن التصوير للفنان يوهانس فيرمير

في الفنون البصرية يقصد بالتكوين وضع أو ترتيب العناصر المرئية أو «المكونات» في عمل فني ما، كما هو مختلف عن الموضوع. ويمكن أيضًا اعتباره تنظيمًا لعناصر الفن وفقًا لمبادئ الفن.
يختلف تكوين الصورة عن موضوعها أو ما هو موضح، سواء كانت لحظة من قصة أو شخص أو مكان. غالبًا ما يتم تصوير العديد من الموضوعات، على سبيل المثال القديس جورج والتنين في الفن، ولكن باستخدام مجموعة كبيرة من التكوينات على الرغم من أنهما عادة الوحيدان المعروضان.
المصطلح «تكوين» يعني «تجميع» ويمكن تطبيقه على أي عمل فني، من الموسيقى إلى الكتابة إلى التصوير الفوتوغرافي، والذي يتم ترتيبه باستخدام التفكير الواعي. في الفنون البصرية، غالبًا ما يتم استخدام التكوين بالتبادل مع مصطلحات مختلفة مثل التصميم أو النموذج أو الترتيب المرئي أو البنية الرسمية، اعتمادًا على السياق. في التصميم الجرافيكي للصحافة والنشر المكتبي، يشار إلى التكوين عادةً بتخطيط الصفحة.

## عناصر التصميم
تشكل العناصر المرئية المختلفة، والمعروفة باسم عناصر التصميم، والعناصر الشكلية، أو عناصر الفن، المفردات التي يتكون منها الفنان البصري. هذه العناصر في التصميم العام تتعلق عادة ببعضها البعض وبالعمل الفني بأكمله.
عناصر التصميم هي:
- الخط - المسار البصري الذي يمكّن العين من التحرك والتنقل داخل القطعة الفنية.
- الشكل - المساحات المحددة بواسطة الحواف داخل القطعة الفنية، سواء كانت هندسية أو عضوية.
- اللون - تدرجات الألوان بقيمها وشدتها المختلفة.
- الملمس- الصفات السطحية التي تترجم إلى أوهام عن طريق اللمس.
- القيمة - يستخدم التظليل للتأكيد على الشكل وإبرازه.
- شكل - طول ثلاثي الأبعاد، عرض، أو عمق.
- مساحة - المساحة التي يتم شغلها بواسطة الأجسام (موجبة) أو (سلبية)

### الخط والشكل
الخطوط عبارة عن ظاهرة بصرية تسمح للفنان بتوجيه عين المشاهد. الوهم البصري للخطوط موجود في الطبيعة ويمكن ترتيب عناصر الفنون البصرية لإنشاء هذا الوهم. يقرأ العارض دون وعي بالقرب من الترتيب المستمر للعناصر والموضوعات المختلفة على مسافات مختلفة. هذه العناصر يمكن أن تكون ذات فائدة كبيرة في تكوين الصورة. قد تكون هذه خطوط حرفية مثل الهاتف وكابلات الطاقة أو تزوير القوارب. يمكن أن تستمد الخطوط أيضًا من حدود المناطق ذات اللون المختلف أو المتباين، وكذلك تسلسل العناصر المنفصلة. الحركة هي أيضًا مصدر للخطوط، حيث تظهر الحركة غير الواضحة كخط.
تسهم خطوط المواضيع في كل من المزاج والمنظور الخطي، مما يعطي المشاهد وهم العمق. تنقل الخطوط المائلة شعوراً بالحركة والخطوط الزاويّة تنقل عمومًا إحساسًا بالديناميكية وربما بالتوتر. يمكن للخطوط أيضًا توجيه الانتباه نحو الموضوع الرئيسي للصورة، أو المساهمة في التنظيم بتقسيمه إلى مقصورات. قد يبالغ الفنان أو ينشئ خطوطًا ربما كجزء من رسالته إلى المشاهد. تشير العديد من الأسطر التي لا تحتوي على نقطة موضوعية واضحة إلى إيجاد حالة من الفوضى في الصورة وقد تتعارض مع الحالة المزاجية التي يحاول الفنان إثارتها.
الخطوط اليسرى المستقيمة تخلق أمزجة مختلفة وتضيف عاطفة للفنون البصرية. تؤثر زاوية الخط وعلاقته بحجم الإطار على الطابع والجو العام للصورة. يمكن أن تعطي الخطوط الأفقية، التي توجد عادة في تصوير المناظر الطبيعية، انطباعًا عن الهدوء، السكون والسعة. تميل الصور المليئة بالخطوط عمودية قوية إلى أن يكون لها انطباع عن الشموخ والعظمة. تعطي الخطوط المتقاربة ذات الزوايا الضيقة تأثيرًا ديناميكيًا ونشطًا على الصورة. بزاوية قوية، تنتج الخطوط القطرية تقريبًا التوتر في الصورة. تعد وجهة نظر الفن البصري مهمة للغاية لأن كل منظور مختلف يستعرض خطوطًا زوايا مختلفة. هذا التغيير في المنظور يثير استجابة مختلفة للصورة. من خلال تغيير المنظور فقط ببعض الدرجات أو بعض السنتيمترات في الصور، يمكن أن تتغير بشكل كبير ويمكن نقل شعور مختلف تمامًا. تتأثر الخطوط المستقيمة أيضًا بقوة بالألوان واللون والتكرار بالنسبة لبقية الصورة.
بالمقارنة مع الخطوط المستقيمة، توفر المنحنيات تأثيرًا ديناميكيًا أكبر في الصورة. كما أنها بشكل عام تعد أكثر جمالاً، حيث يربطهم المشاهد بالرقة واللدانة. يمكن أن تعطي الخطوط المنحنية في التصوير الفوتوغرافي ظلال متدرجة عند إقرانها بإضاءة ناعمة الاتجاه، والتي تؤدي عادةً إلى تشكيل خط متناغم للغاية داخل الصورة.

### اللون
هناك ثلاث خصائص للون. درجة اللونية، السطوع أو الكروما، والقيمة. تشير الدرجة اللونية ببساطة إلى اسم اللون (الأحمر والأصفر والأزرق وما إلى ذلك). يشير السطوع والكروما إلى كثافة اللون وقوته. لون الذي يتميز بدرجة سطوع أعلى يكون أكثر نقاءً وأقل رماديا بالنسبة للون الذي يكون سطوعه أقل. درجة اللون الفاتح والداكن هي القيمة. للون أيضا القدرة على تغيير المشاعر. بالنظر إلى ذلك، يمكننا استخدام اللون لخلق جو معين. يمكن أيضًا استخدامه كنغمة، نمط، ضوء، حركة، رمز، شكل، تناغم وتباين.

### الملمس
يشير «الملمس» إلى الهيئة العامة لجسم ما أو الشكل الذي يكون عليه إذا تم لمسه. هناك طريقتان لتجربة الملمس، إما عن طريق اللمس أو عن طريق البصر. يمكن استخدام تقنيات مختلفة لإنشاء نسيج مادي، مما يسمح بمشاهدة صفات الفن المرئي وشعوره. يمكن أن يشمل ذلك أسطحًا مثل المعادن والرمل والخشب. يظهر الملمس البصري عندما يتم إنشاء الوهم المادي. يستخدم التصوير الفوتوغرافي، اللوحات، والرسومات والبناء البصري لإنشاء مظهر أكثر واقعية.

### القيمة
يعرف الفاتح والداكن بالقيمة في الفن البصري. تتعامل القيمة مع كيفية انعكاس الضوء على الأشياء وكيف نراها. كلما زاد الضوء المنعكس، ارتفعت القيمة. الأبيض هو أعلى قيمة أو أخف قيمة بينما الأسود هو أقل أو أغمق قيمة. تحتوي الألوان أيضًا على قيمة، على سبيل المثال، الأصفر له قيمة عالية بينما اللون الأزرق والأحمر له قيمة منخفضة. إذا قمت بالتقاط صورة بالأبيض والأسود لمشهد ملون، فكل ما تبقى لديك هو القيم. يسمح هذا العنصر الهام في التصميم، وخاصة في الرسم والرسم، للفنان بإنشاء وهم الضوء من خلال تباين القيمة.

### التجسيم
يمكن أن يعني شكل مصطلح أشياء مختلفة في الفن البصري. يشير النموذج إلى كائن ثلاثي الأبعاد في الفضاء. يوصف أيضًا بأنه الطبيعة المادية للعمل الفني، مثل المنحوتات. يمكن أيضًا النظر إليها كشكل فني، يمكن التعبير عنه من خلال الفنون الجميلة. يحيط النموذج بالحجم وله الطول والعرض والارتفاع، على عكس الشكل، وهو ثنائي الأبعاد فقط. تُعرف النماذج الرياضية، الكروية، الهرم، المكعب، الاسطوانة، والمخروط، بالأشكال الهندسية. الأشكال العضوية عادة ما تكون غير منتظمة وغير متناظرة. يمكن العثور على هذا النموذج في الطبيعة، مثل الزهور والصخور والأشجار وغيرها، ولكن يمكن رؤيتها أيضًا في الهندسة المعمارية.

### المساحة
المساحة هي المنطقة المحيطة فوق وخلال الأجسام. يمكن للمصورين التقاط الفراغ، ويقوم ببناءه المهندسون المعماريون، أما الرسامون فيقومون بابتكاره . يتميز هذا العنصر بوجوده في كل الفنون البصرية. يمكن أن يكون الفضاء إيجابيا أو سلبيا، مفتوحا أو مغلقا، ضحلا أو عميقا، ثنائي الأبعاد أو ثلاثي الأبعاد. المساحة ليست موجودة بالفعل، في الرسم والتصوير. حيث أن الفضاء الإيجابي هو موضوع القطعة. أما المساحات الفارغة حول، وأعلى، وداخل القطعة، هي الفضاء السلبي.

## قواعد التنظيم
على الفنان أن يحدد محور الاهتمام (عنصر الاهتمام في التصوير) للعمل الفني، وينظم تركيب وتكوين العناصر وفقًا لذلك. حيث يؤدي ذلك إلى جذب عين المشاهد لنقاط الاهتمام، ولذلك يتم ترتيب العناصر مع مراعاة العديد من العوامل الأخرى (المعروفة بشكل مختلف باسم مبادئ التنظيم، مبادئ الفن أو مبادئ التصميم) في كيان متناغم لتعمل معًا على التكوين المطلوب - يشار إلى هذه الظاهرة عادة باسم الوحدة . يجب عدم الخلط بين عوامل التكوين وعناصر الفن (أو عناصر التصميم). على سبيل المثال، الشكل هو عنصر؛ يتميز استخدام الشكل بمبادئ مختلفة.
بعض مبادئ التنظيم التي تؤثر على تكوين الصور هي:
- الشكل والنسب
- وضعية / التوجه / التوازن / الانسجام بين العناصر
- المساحة داخل مجال الرؤية المستخدمة للصورة («الاقتصاص»)
- المسار أو الاتجاه الذي تتبعه عين المشاهد عند مراقبة الصورة.
- الفراغ السلبي
- اللون
- التباين: بالنسبة للقيمة، أو درجة الخفة أو القتامة، والتي تستخدم من قبل الصور
- الترتيب: على سبيل المثال، استخدام الوسط الذهبي أو قاعدة الأثلاث
- خطوط
- الإيقاع
- الإضاءة
- التكرار (تكرار النمط؛ والإيقاع، وكذلك الهندسة)
- الرسم المنظوري
- كسر القواعد يمكن أن يخلق توترا أو أن يكون شاذا، ومع ذلك يمكن أن تضيف اهتماما على الصورة إذا استخدمت بعناية.

### مركز الرؤية (توجه العين)
يمكن أن يؤثر مكان المشاهدة بشدة على جماليات الصورة، حتى لو كان الموضوع وهميًا بالكامل ويتم مشاهدته «داخل عين العقل». لا يؤثر فقط على العناصر الموجودة في الصورة، ولكنه يؤثر أيضًا على تفسير المشاهد للموضوع.
على سبيل المثال، إذا تم تصوير صبي من الأعلى، وربما من مستوى عين شخص بالغ، فإنه يتضاءل في مكانته. حيث سيتشابه حجمه مع صورة طفل صغير، ويمكن أن تؤدي الصورة المأخوذة من الجهة أو الزاوية السفلية إلى تكوين طابع مهيمن. لذلك، تكمن مهمة المصور في اختيار موقع المشاهد.
يمكن جعل الموضوع أكثر دراماتيكية عندما يغطي الإطار كاملا. يوجد ميل لتصور الأشياء أكبر مما هي عليه بالفعل، وملء الإطار يحقق هذه الآلية النفسية. ويمكن استخدامها لتجنب التشتتات الموجودة في الخلفية.
في التصوير الفوتوغرافي، تمكن تغيير وضعية الكاميرا إلى تغيير الصورة بحيث يكون للموضوع نسب تشتتات أقل أو أكثر والتي يتنافس معها. يمكن تحقيق ذلك عن طريق تقريب الكاميرا، أو تحريكها أفقيًا، أو إمالة وتحريك الكاميرا رأسياً.

## أساليب التكوين
هناك العديد من الطرق أو «الأساليب التركيبية» لتحقيق الشعور بالوحدة داخل العمل الفني، اعتمادًا على أهداف الفنان. على سبيل المثال، يقال إن العمل الفني محبب للعين جمالياً إذا كانت العناصر الموجودة في العمل مرتبة بطريقة تركيبية متوازنة. ومع ذلك، هناك فنانين مثل سلفادور دالي الذين يهدفون إلى تغيير التكوين الفني التقليدي وتحدي المشاهد لإعادة التفكير في توازن وعناصر التصميم الموجودة داخل الأعمال الفنية.
يمكن تحقيق التركيب التقليدي باستخدام عدد من التقنيات:

### قاعدة الأثلاث
قاعدة الأثلاث هي دليل تكوين ينص على أن ترتيب الميزات المهمة للصورة على أو بالقرب من الخطوط الأفقية والعمودية التي من شأنها أن تقسم الصورة إلى الثلث أفقياً وعمودياً يكون ممتعاً بصرياً. الهدف هو منع الموضوع (الموضوعات) ومجالات الاهتمام (مثل الأفق) من تشريح الصورة، عن طريق وضعها بالقرب من أحد الخطوط التي من شأنها تقسيم الصورة إلى ثلاثة أعمدة وصفوف متساوية، من الناحية المثالية بالقرب من تقاطع هذه الخطوط.

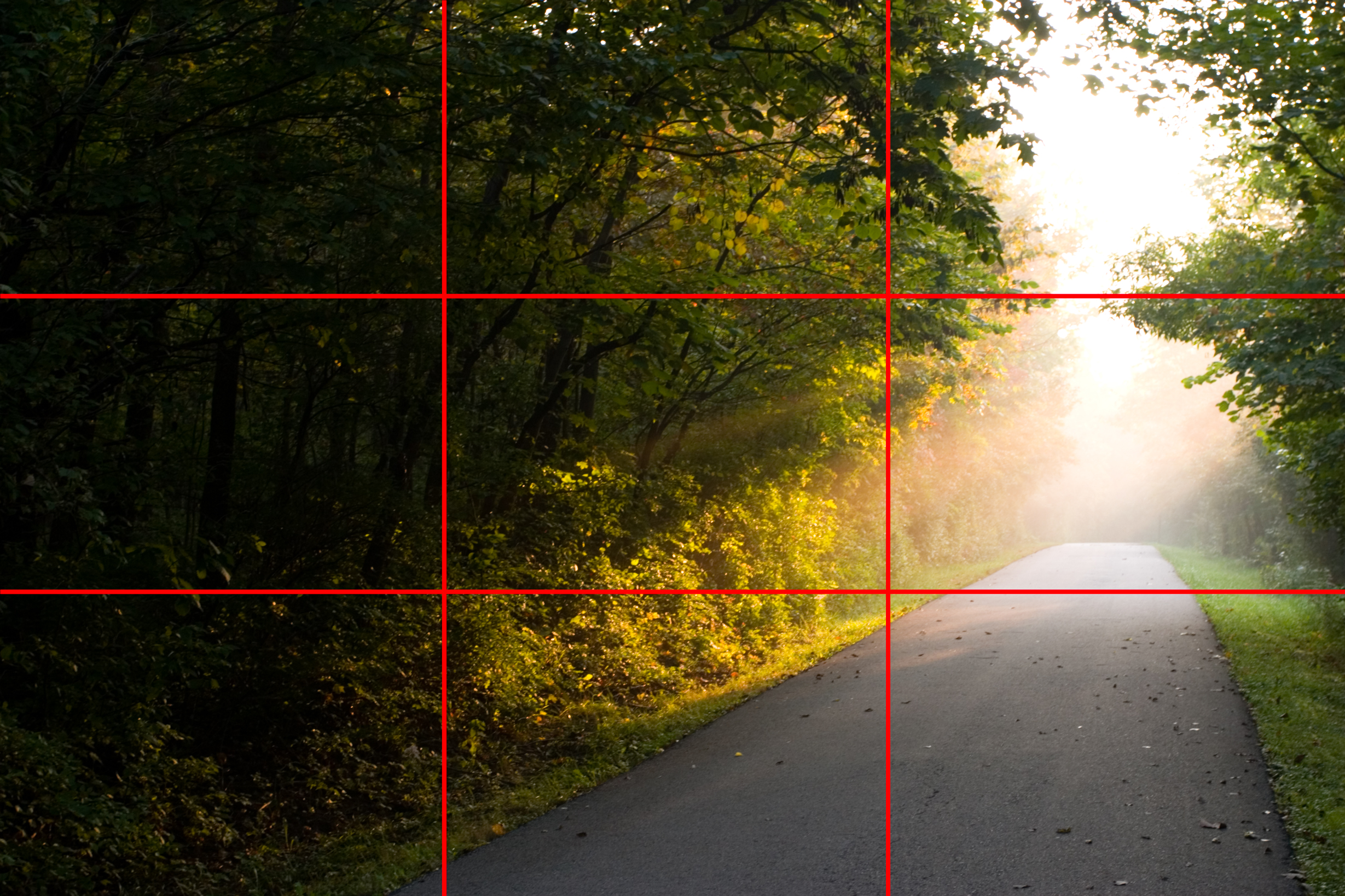
Rule of thirds: Note how the horizon falls close to the bottom grid line, and how the dark areas are in the left third, the overexposed in the right third.

ويعتقد أن قاعدة الأثلاث هي قاعدة مبسطة للنسبة الذهبية. يُعتقد أن النسبة الذهبية قد استخدمها الفنانون عبر التاريخ كدليل تكوين، لكن لا يوجد دليل كاف لدعم هذا الادعاء.

### قاعدة الآحاد
تشير «قاعدة الآحاد» إلى أن عددًا فرديًا من الموضوعات في صورة ما هو أكثر إثارة للاهتمام من عدد زوجي. وبالتالي، إذا كان لديك أكثر من موضوع واحد في صورتك، فإن الاقتراح هو اختيار تعديل يحتوي على ثلاثة مواضيع على الأقل. يحقق العدد المتساوي من الموضوعات تماثلا في الصورة، والتي يمكن أن تبدو أقل طبيعية لتكوين طبيعي وغير رسمي.
صورة لشخص محاط / مؤطر من قبل شخصين آخرين، على سبيل المثال، حيث يكون الشخص الموجود في الوسط موضع اهتمام في تلك الصورة / العمل الفني، من المرجح أن ينظر إليها على أنها ودية ومريحة من قبل المشاهد ، أكثر من صورة من شخص واحد مع عدم وجود محيط كبير.

### قاعدة الفراغ
تنطبق قاعدة الفراغ على العمل الفني (التصوير الفوتوغرافي ، الإعلان ، الرسم التوضيحي) حيث يتم تصوير الأشياء التي يريد الفنان أن يطبق عليها وهم الحركة ، أو التي من المفترض أن تنشئ فقاعة سياقية في أذهان المشاهد.
يمكن تحقيق ذلك ، على سبيل المثال ، من خلال ترك مسافة بيضاء في الاتجاه الذي تنظر إليه عيون الشخص الذي تم تصويره ، أو عند تصوير عداء ، يتم إضافة مسافة بيضاء أمامه بدلاً من الإشارة إليه خلفه.

### تبسيط
يمكن للصور ذات الفوضى أن تصرف الانتباه عن العناصر الرئيسية داخل الصورة وتجعل من الصعب تحديد الموضوع. من خلال تقليل المحتوى الدخيل ، من المرجح أن يركز العارض على الكائنات الأساسية. يمكن أيضًا تقليل الفوضى من خلال استخدام الإضاءة ، حيث تميل المناطق الأكثر إشراقًا في الصورة إلى جذب العين ، كما تفعل الخطوط والساحات والألوان. في الرسم ، قد يستخدم الفنان فرشاة أقل تفصيلًا وتعريفًا نحو حواف الصورة. إزالة العناصر لتركيز الكائن ، مع أخذ المكونات المطلوبة فقط.

#### العمق الضحل للمجال
في التصوير الفوتوغرافي وأيضًا (عبر محاكاة البرمجيات لقيود العدسات الحقيقية) في الرسومات ثلاثية الأبعاد، تتمثل إحدى الطرق لتحقيق التبسيط في استخدام فتحة واسعة عند التصوير للحد من عمق المجال. عند استخدامها بشكل صحيح في الإعداد الصحيح، يمكن لهذه التقنية أن تضع كل شيء غير موضوع الصورة خارج نطاق التركيز.
|  |  |

### الهندسة والتماثل
تتعلق بحكم الاحتمالات الملاحظة بأن المثلثات هي شكل ضمني من الناحية الجمالية داخل الصورة. في الوجه الجذاب يقع الفم والعينان داخل زوايا منطقة مثلث متساوي الأضلاع. استخدم بول سيزان المثلثات بنجاح في مؤلفاته التي لا تزال قائمة. التنسيق الثلاثي يخلق شعورا بالاستقرار والقوة.

### خلق حركة
يُعتقد عمومًا أنها أكثر إرضاءً للمشاهد إذا كانت الصورة تشجع العين على التحرك في جميع أنحاء الصورة ، بدلاً من التركيز على الفور في مكان واحد أو في أي مكان بعينه. غالباً ما يسعى الفنانون إلى تجنب إنشاء مؤلفات تبدو «ثابتة» أو «مسطحة» من خلال دمج الحركة في الصورة. في الصورة ، يتساوى حجم الجبال 2 مع بعضها البعض ، مما يخلق صورة ثابتة للغاية وغير مثيرة للاهتمام. في الصورة B ، تختلف أحجام الجبال عن بعضها ، ويتم وضع أحدها بالقرب من الأفق ، مما يوجه العين للانتقال من جبل إلى آخر ، مما يخلق صورة أكثر تشويقًا وإمتاعًا. هذا أيضًا يبدو أكثر طبيعية لأن الكائنات في الطبيعة نادراً ما تكون بنفس الحجم ومتباعدة بشكل متساوٍ.

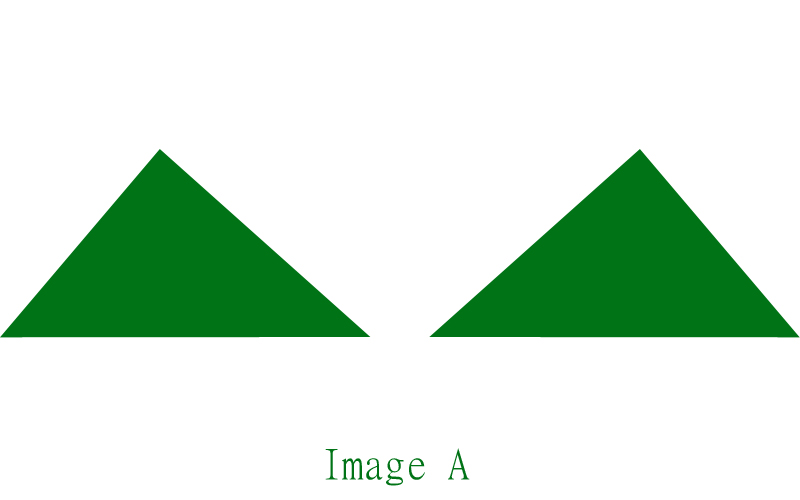
Image A

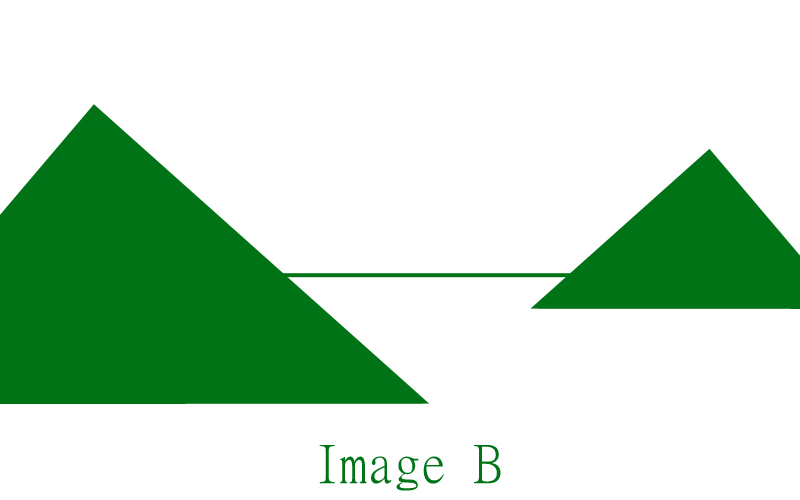
Image B

### تقنيات أخرى
- يجب أن يكون هناك مركز اهتمام في العمل ، لمنعه من أن يصبح نمطًا في حد ذاته.
- يجب أن يؤدي الاتجاه الذي تتبعه عين المشاهد إلى إلقاء نظرة على المشاهد حول جميع العناصر في العمل قبل الخروج من إطار الصورة.
- يجب ألا يكون الموضوع متجهًا خارج الصورة.
- يجب تجنب الأجزاء الدقيقة لمساحة الصورة.
- العناصر ذات التباين العالي والصغير لها تأثير كبير مثل العناصر الكبيرة والباهتة.
- يجب أن يكون الموضوع البارز بعيدًا عن المركز ، ما لم تكن التركيبة المتماثلة أو الرسمية مطلوبة ، ويمكن موازنتها بعناصر أصغر.
- لا ينبغي أن يقسم خط الأفق العمل الفني إلى جزأين متساويين ولكن يجب وضعه للتأكيد على خط السماء أو الأرض ؛ إظهار جزء كبير من السماء إذا كانت اللوحة من السحب ، وشروق / مجموعة ، وجزء كبير من الأرض إذا كان منظر طبيعي
- يمكن أن يساعد استخدام المساحات التفصيلية ومناطق «الراحة» في مساعدة العين في النظر إليها. من المهم إنشاء تباين بين التفاصيل وعدم وجود تفاصيل

يمكن أن تكون هذه المبادئ وسيلة لخلق تكوين جيد ولكن لا يمكن تطبيقها بشكل منفصل بل يجب أن تعمل معًا لتشكيل تكوين جيد.
- من المقترح في العمل الفني ، أن لا تكون المسافات بين الأجسام هي نفسها حتى تكون الصورة بشكل أكثر إثارة للاهتمام.

## أمثلة
تظهر كل هذه الأعمال الفنية نفس الموضوع، وهو نشأة القديس لعازر، متضمنا نفس الشخصيات ، ولكن باستخدام تكوينات مختلفة: 

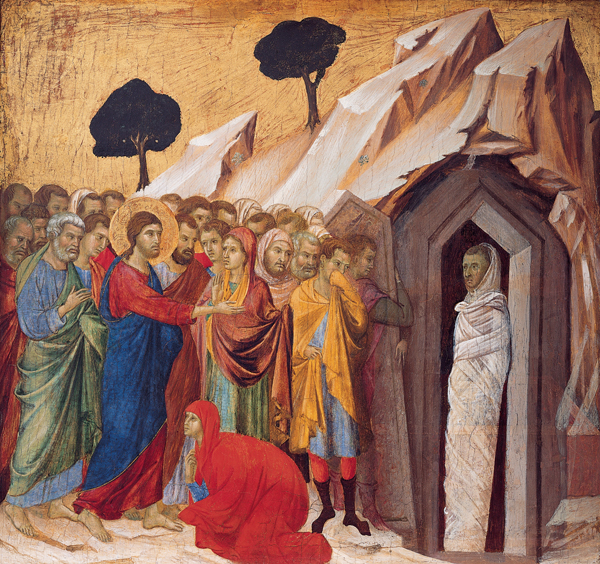
دوتشيو, 1310–11
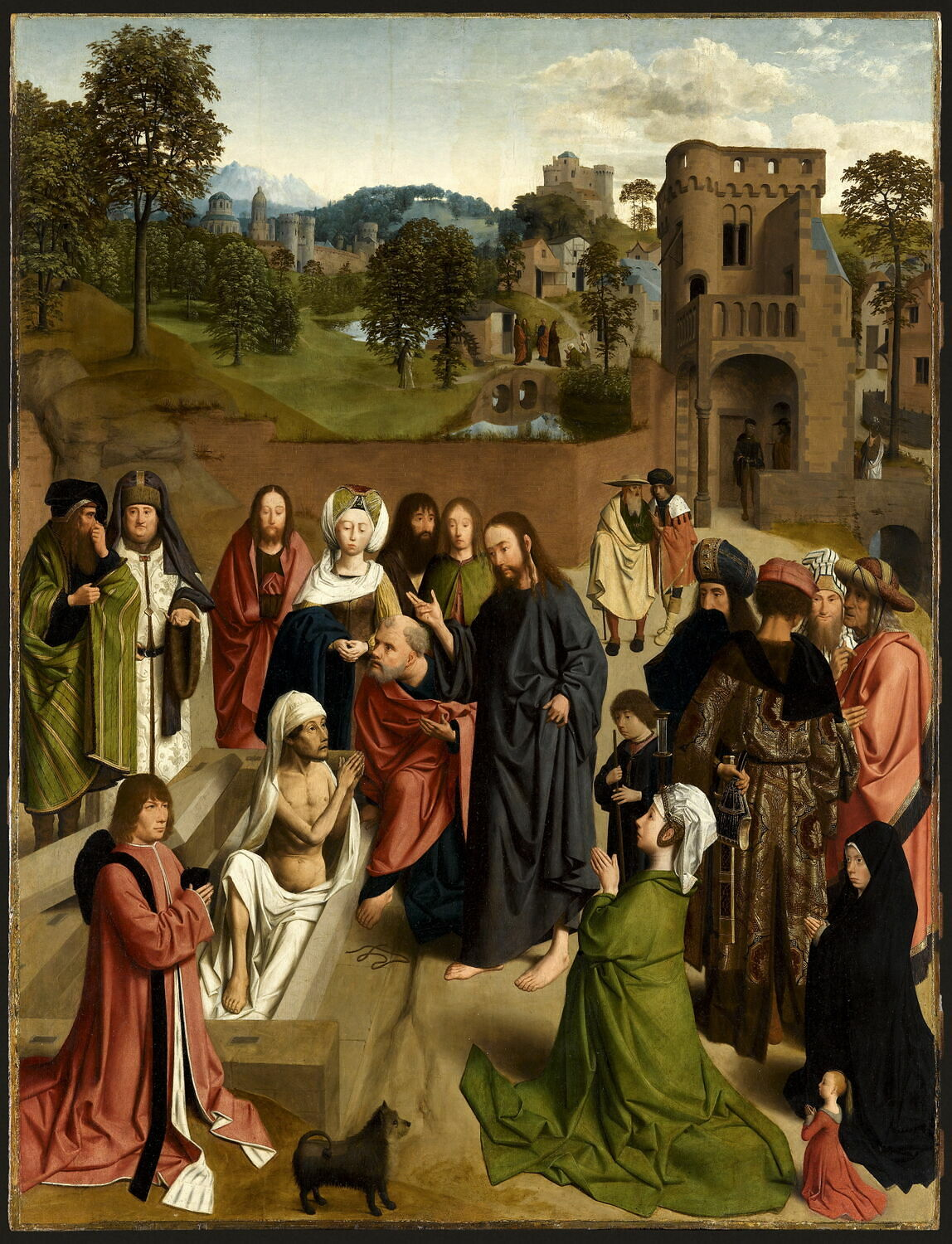
خيرتخين توت سنت ياس، 1480
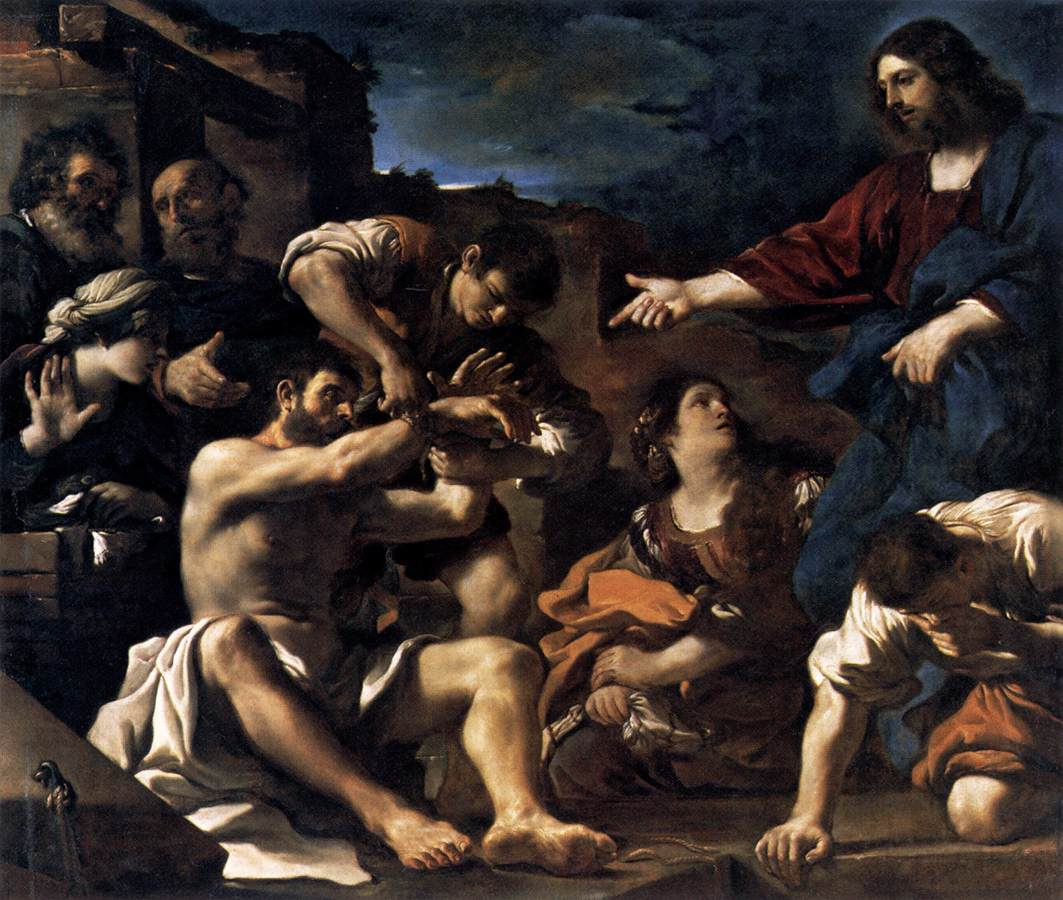
غورتشينو ، 1619
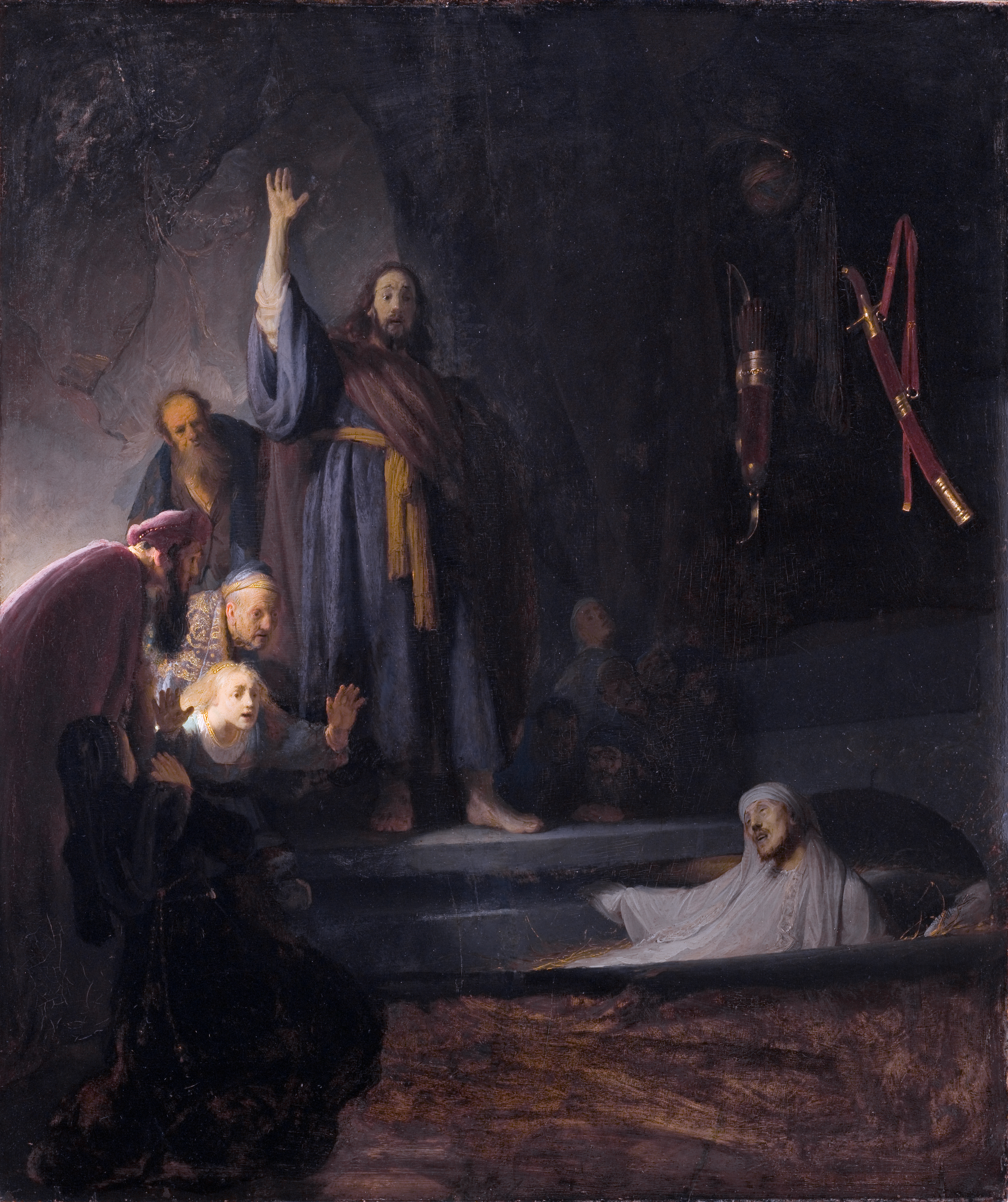
رامبرانت، 1630